# The Gospel Road
The Gospel Road es la banda sonora en un álbum doble de la película del mismo nombre compuesta por el cantante country Johnny Cash lanzado en 1973. The Gospel Road cuenta la vida de Jesús y pese a que no saco ninguna canción publicitaria este álbum llegó al puesto número 12 en los rankings country.

## Canciones

### CD 1

#### Lado 1
1. Praise the Lord (Introducción) – 1:59
2. Gospel Road (Parte #1) (Los Primeros años de Jesús) – 2:51
3. Gospel Road (Parte #2) (Juan el Bautista) - (el bautismo de Jesús) – 3:28
4. Gospel Road (Parte #3) (Tentación en la Planicie) – 4:42
5. He Turned the Water Into Wine (El Primer Milagro) – 2:08
6. I See Men as Trees Walking (El estado de la Nación) – 2:07
7. Jesus Was a Carpenter (Escogiendo a los 12 discípulos) – 6:17

#### Lado 2
1. Help (Parte #1) (Las enseñanzas de Jesús: La parábola del Buen Pastor) – 2:22
2. Help (Parte #2) (el sermón de la montaña) – 2:07
3. Follow Me (con June Carter) (María Magdalena habla) – 3:02

### CD 2

#### Lado 1
1. He Turned the Water Into Wine (Cruzando el mar de Galilea) -
2. He Turned the Water Into Wine (Parte #2) (Alimentando a la Multitud) -
3. He Turned the Water Into Wine (Parte #3)" -
4. Gospel Road (El levantamiento de Lázaro) – 4:04
5. Help (Canción del Niño)
6. The Burden of Freedom – 3:27

#### Lado 2
1. Lord, Is It I? (El festín antes de la última cena) – 1:29
2. The Last Supper – 2:28
3. The Burden of Freedom – 3:41
4. Jesus Was a Carpenter

## Posición en listas
Álbum - Billboard (América del Norte)
| Año  | Tabla           | Posición |
| ---- | --------------- | -------- |
| 1973 | Álbumes Country | 12       |